# Colin Trevorrow
Colin Trevorrow (Califórnia, 13 de Setembro de 1976) é um cineasta e roteirista norte-americano. É mais conhecido por ter dirigido o filme Sem Segurança Nenhuma e por seu novo filme Jurassic World.

## Carreira
Trevorrow se formou pela Universidade de Nova York em 1999. Ele produziu seu primeiro curta-metragem, Home Base, em 2002; desde então, já recebeu mais de 20 milhões de acessos na internet. Trevorrow continuou a trabalhar como roteirista, e em 2006, concluiu seu primeiro roteiro, intitulado Tester. Em 2008, ele começou a trabalhar como estagiário no programa Saturday Night Live, junto com seu amigo Derek Connolly, que conheceu na Universidade. Eles escreveram um roteiro de um filme policial intitulado Cocked and Loaded. Trevorrow disse que a experiência foi tão boa que ele desistiu de fazer roteiros sozinho e passou a trabalhar com Connolly.
Em 2012, Trevorrow dirigiu Sem Segurança Nenhuma, um filme inspirado em um anúncio decorrido em uma edição de 1997 de Backwoods Home Magazine. O roteiro foi escrito por Connolly, que deu-o para que Treverrow dirigisse. O filme recebeu vários prêmios, incluindo uma indicação de Colin Trevorrow para o Independent Spirit Award de Melhor Primeiro Filme.
Após o lançamento de Sem Segurança Nenhuma, Trevorrow e Connolly foram contratados pela Walt Disney Company para escrever um remake do filme de 1986, O Voo do Navegador. Este anúncio veio após falsos rumores de que Trevorrow dirigiria Star Wars Episódio VII.
Atualmente, Trevorrow também está escrevendo um roteiro com Connolly, intitulado Vida Inteligente, que será produzido pela Big Beach.
Em 14 de Março de 2013, Colin Trevorrow foi confirmado como Diretor do filme Jurassic World — o quarto filme da franquia Jurassic Park, que arrecadou cerca de US$ 1,6 bilhões de dólares nos cinemas do mundo todo. Assim como em outros projetos, Trevorrow fez parceria com Connolly neste filme. Em Agosto de 2015, Trevorrow foi anunciado como diretor de Star Wars Episódio IX (2019), porém acabou deixando o projeto em 5 de Setembro de 2017 devido a diferenças criativas.
Em 30 de março de 2018, Colin Trevorrow foi anunciado como diretor de Jurassic World 3.

## Vida pessoal
Atualmente, Trevorrow vive com sua esposa e seus dois filhos em Vermont, nos EUA.